# Archidiecezja Méridy-Badajoz
Archidiecezja Méridy-Badajoz (łac. Archidioecesis Emeritensis Augustanus-Pacensis) – archidiecezja Kościoła rzymskokatolickiego w Hiszpanii. Jest główną diecezją metropolii Méridy-Badajoz. Została erygowana w 1255. W 1994 została podniesiona do rangi metropolii.